# Hermann Pleuer

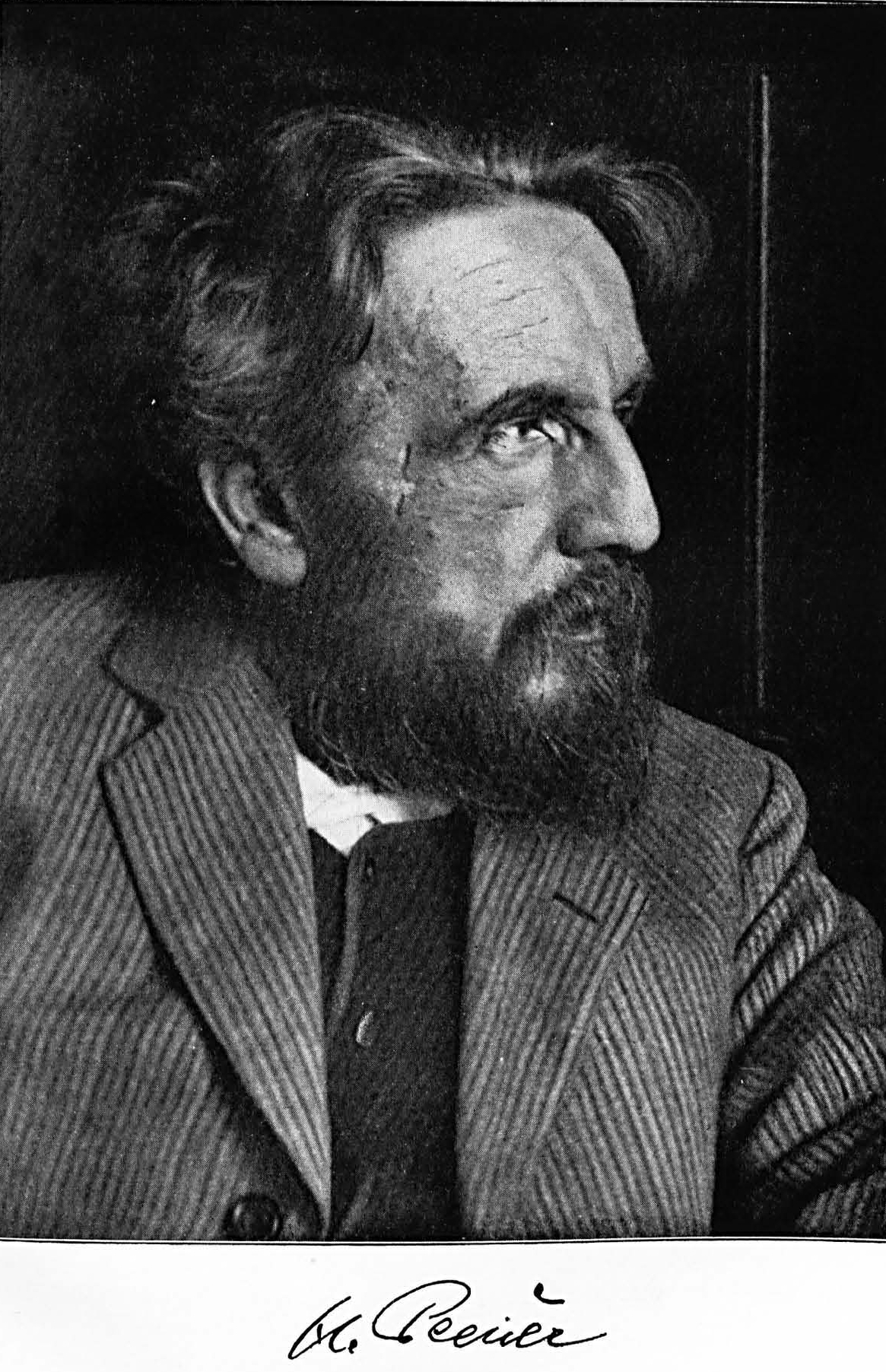
Herman Pleuer

Hermann Pleuer (n. en Schwäbisch Gmünd, 5 de abril de 1863-Stuttgart, 6 de enero de 1911) fue un pintor impresionista y paisajista de Suabia que derivó hacia el expresionismo. Es particularmente conocido por sus imágenes ferroviarias de los Ferrocarriles Reales del Estado de Württemberg.

## Trayectoria

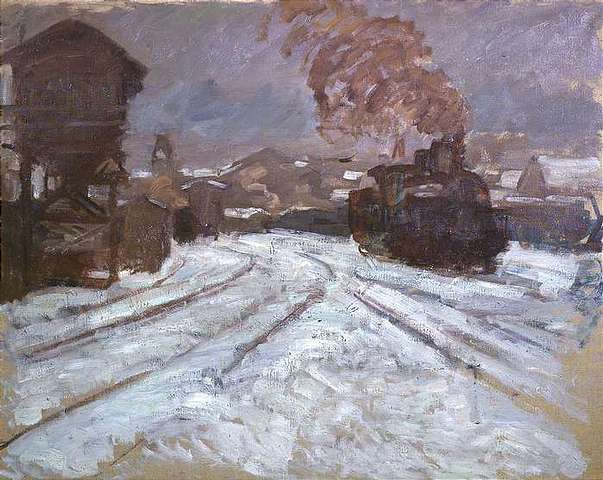
Estación principal de Stuttgart con nieve, óleo sobre lienzo

Hermann Pleuer nació hijo de un fabricante de joyería. Después de asistir a la Escuela de Artes Aplicadas de Stuttgart (1879-1881) y la Academia de Arte de Stuttgart (1881-1883), estudió en la Academia de Múnich. En 1886 regresó a Stuttgart e inicialmente se destacó como bohemio, creó cuadros de artistas bohemios y cuadros nocturnos (desnudos femeninos a la luz de la luna), así como cuadros de paisajes, antes de quedar fascinado por el desarrollo técnico de la industrialización y la «velocidad», por el que recurrió a la pintura ferroviaria. Pleuer encontró apoyo financiero del mecenas Freiherr von Fachsenfeld. Murió de tuberculosis pulmonar a la edad de 47 años.
Hermann Pleuer fue miembro de la Deutscher Künstlerbund.  Junto con Otto Reiniger, Christian Landenberger y Heinrich von Zügel, es uno de los más importantes representantes del impresionismo en el sur de Alemania.
El Pasaje Pleuer en la estación Schwäbisch Gmünd lleva el nombre de Hermann Pleuer desde 2014.

## Galería

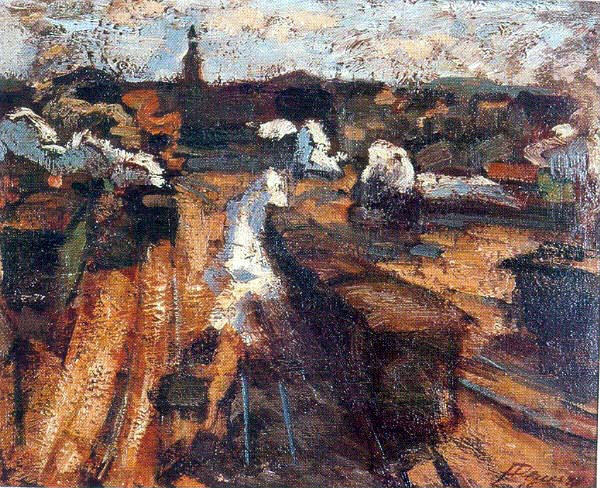
H Pleuer - Estación principal de Stuttgart (1906)
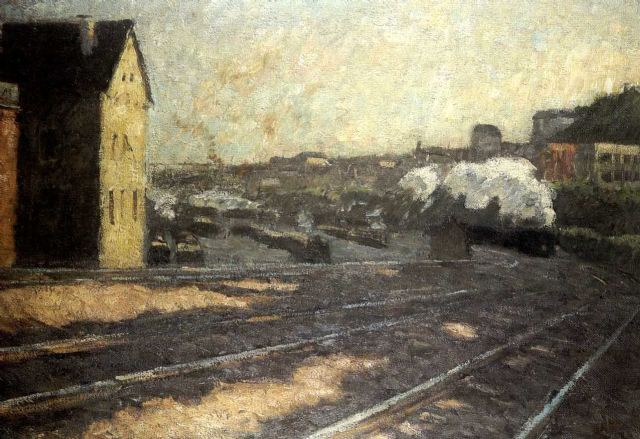
Pleuer - Entrada de la estación
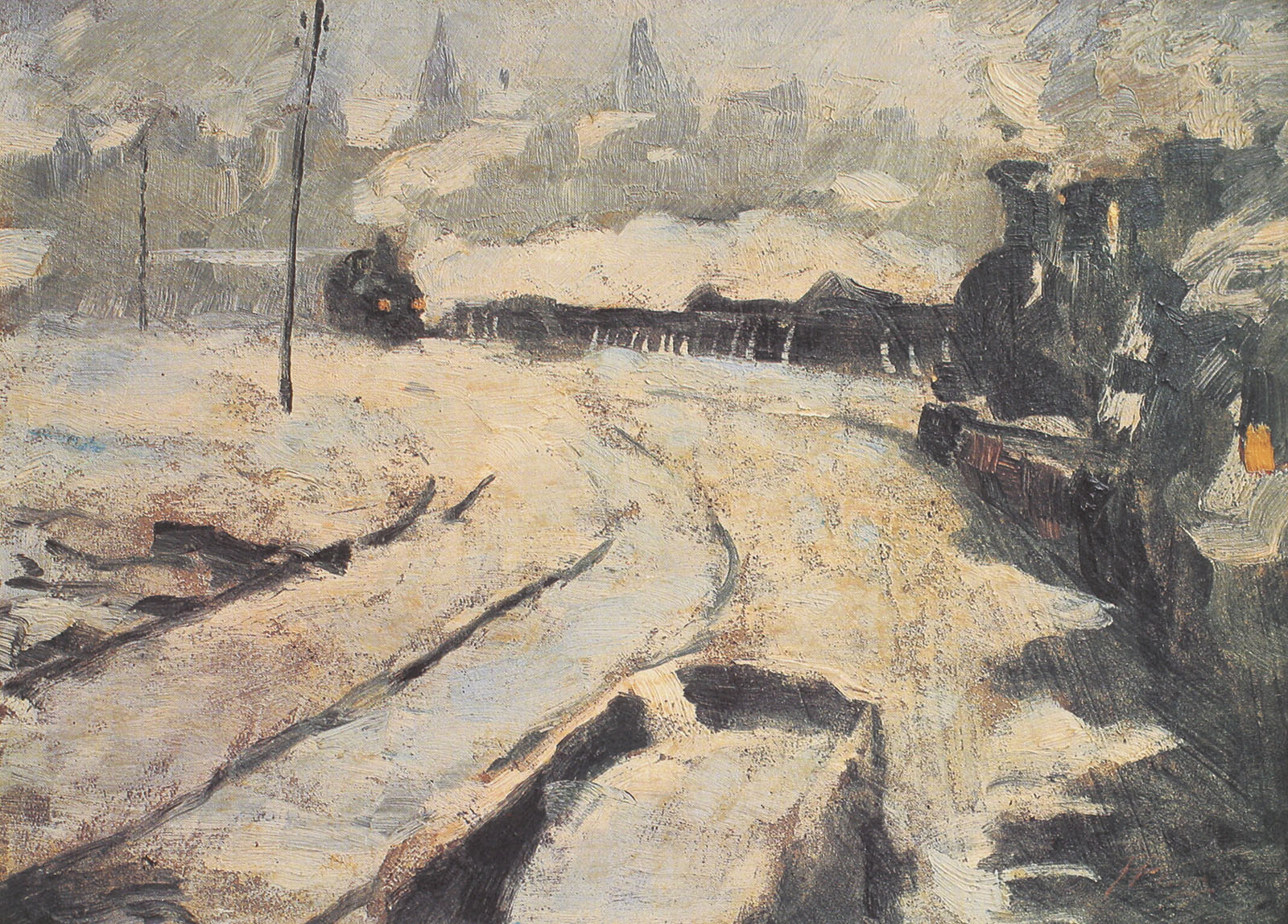
Pleuer Hermann Nordbahnhof im Schnee
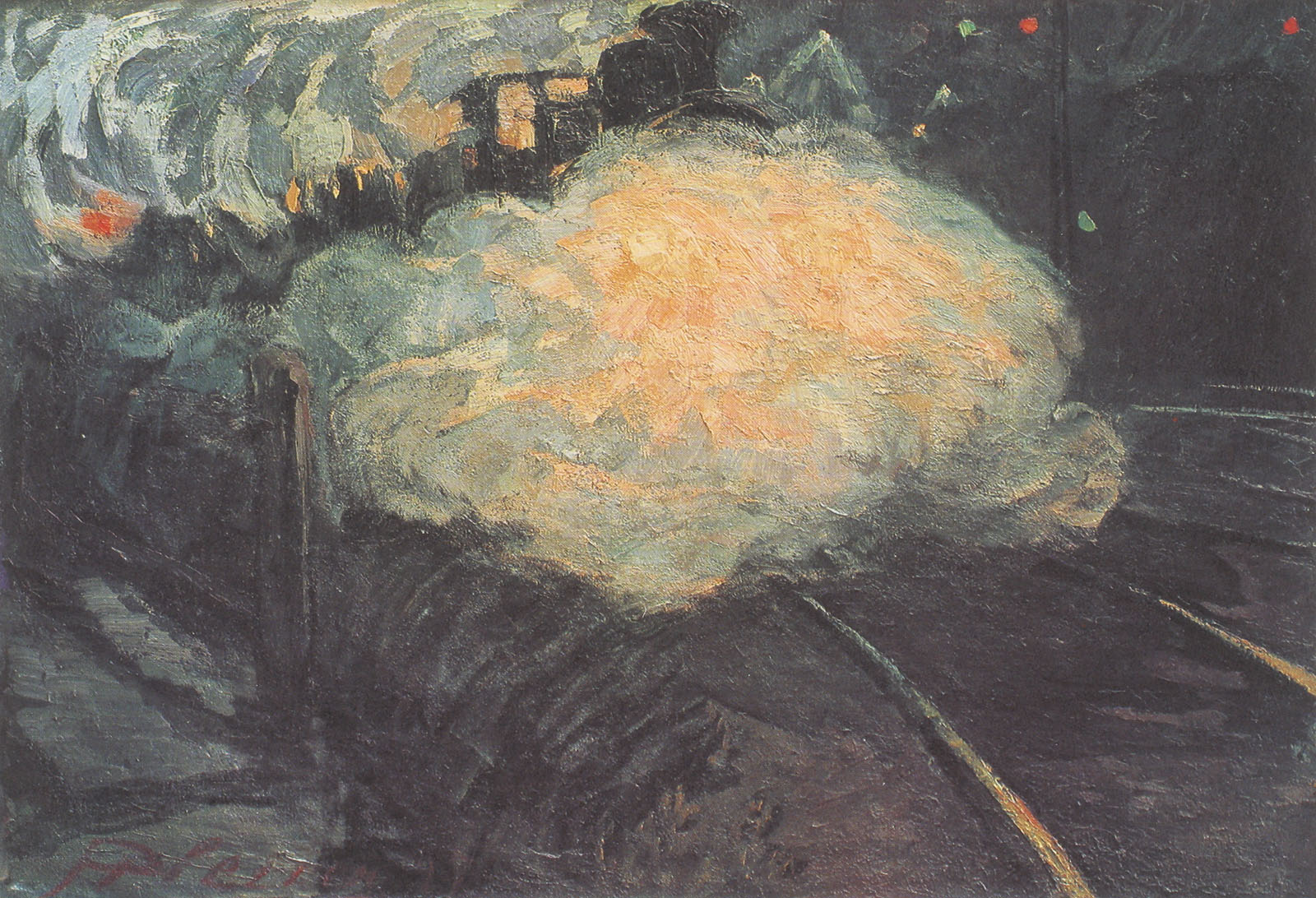
Pleuer Hermann - Dampf auslassende Lokomotive
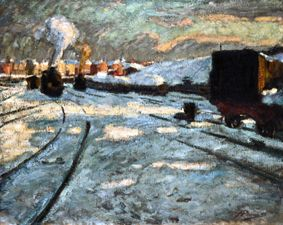
Pleuer Bahnhof im Schnee
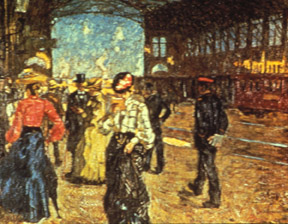
Pleuer - Vestíbulo principal de la vieja estación ferroviaria de Stuttgart
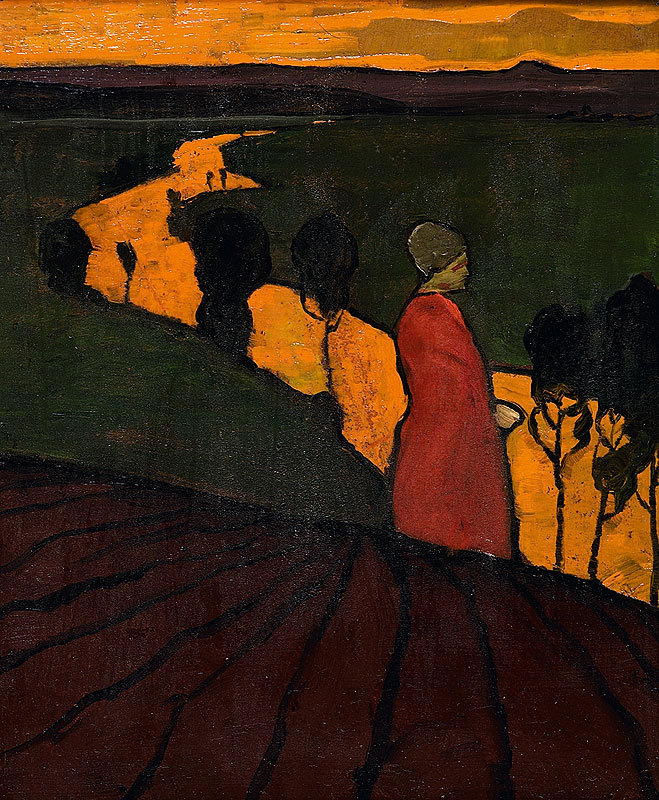
Pleuer - Geisinger Rang des Neckar im Hintergrund der Wunnenstein